# Prairie Grove
|  | Per a altres significats, vegeu «Prairie Grove (Illinois)». |

Prairie Grove és una població dels Estats Units a l'estat d'Arkansas. Segons el cens del 2000 tenia 2.540 habitants.

## Demografia
Segons el cens del 2000, Prairie Grove tenia 2.540 habitants, 981 habitatges, i 707 famílies. La densitat de població era de 469,2 habitants/km².
Dels 981 habitatges en un 35,8% hi vivien nens de menys de 18 anys, en un 58% hi vivien parelles casades, en un 10,7% dones solteres, i en un 27,9% no eren unitats familiars. En el 26,3% dels habitatges hi vivien persones soles el 13,8% de les quals corresponia a persones de 65 anys o més que vivien soles. El nombre mitjà de persones vivint en cada habitatge era de 2,53 i el nombre mitjà de persones que vivien en cada família era de 3,05.
Per edats la població es repartia de la següent manera: un 27,5% tenia menys de 18 anys, un 7,7% entre 18 i 24, un 28,6% entre 25 i 44, un 20% de 45 a 60 i un 16,1% 65 anys o més.
L'edat mediana era de 36 anys. Per cada 100 dones de 18 o més anys hi havia 82,6 homes.
La renda mediana per habitatge era de 34.628 $ i la renda mediana per família de 41.972 $. Els homes tenien una renda mediana de 30.227 $ mentre que les dones 20.479 $. La renda per capita de la població era de 16.154 $. Entorn del 6% de les famílies i el 9,6% de la població estaven per davall del llindar de pobresa.

## Poblacions properes
El següent diagrama mostra les poblacions més properes.